# 拉东维利耶
拉东维利耶（法語：Radonvilliers，法語發音：[ʁadɔ̃vilje]）是法国奥布省的一个市镇，属于奥布河畔巴尔区。

## 地理
拉东维利耶（48°21'33"N, 4°30'15"E）面积23.29 平方千米，位于法国大東部大區奥布省，该省份为法国中北部省份，北起马恩省，西接塞纳-马恩省，西南至约讷省，东南至科多尔省，东临上马恩省。
与拉东维利耶接壤的市镇（或旧市镇、城区）包括：阿芒斯、布雷沃讷、旧布列讷、迪安维尔、马托、皮内。

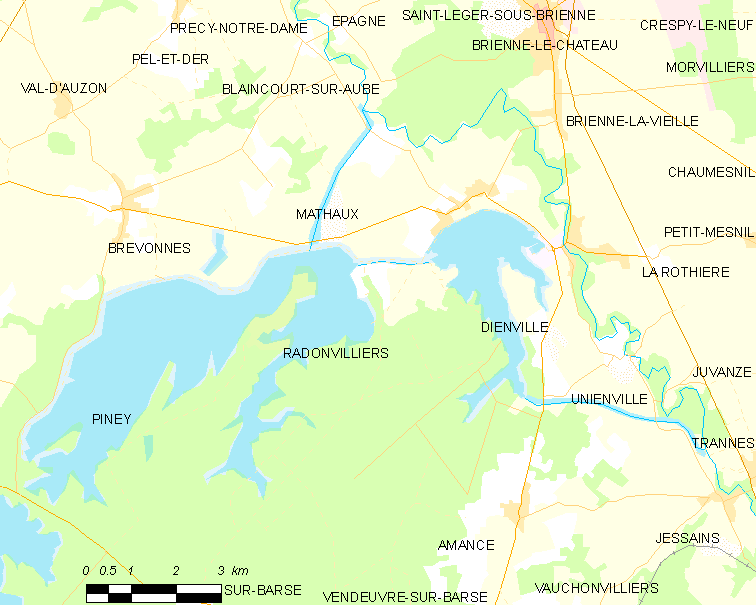
拉东维利耶的OSM定位图

拉东维利耶的时区为UTC+01:00、UTC+02:00（夏令时）。

## 行政
拉东维利耶的邮政编码为10500，INSEE市镇编码为10313。

## 政治
拉东维利耶所属的省级选区为布列讷堡县。

## 人口

1962-2008年间拉东维利耶人口变化图示

拉东维利耶于2022年1月1日时的人口数量为326人。